# Tapejara (Paraná)
Tapejara est une municipalité brésilienne située dans l'État du Paraná.